# Захидов, Тиша Захидович
Тиша Захидович Захидов (10 мая 1906, Коканд, Ферганская область, Кокандский уезд, Российская империя — 21 августа 1981, Ташкент, Узбекская ССР, СССР) — советский и узбекский зоолог-эколог и политический деятель. Заслуженный деятель науки и техники УзССР (1947). Лауреат Государственной премии УзССР имени Беруни (1970).

## Биография
Родился 10 мая 1906 года в Коканде (по некоторым другим данным — в Ташкенте). Вскоре после рождения переехал в Ташкент, где в 1926 году поступил в Среднеазиатский университет, который окончил в 1931 году и администрация оставила выпускника у себя — с 1931 по 1949 год работал в качестве научного сотрудника, в 1949 году был избран профессором, одновременно с этим с 1941 по 1945 год заведовал сектором вузов и науки ЦК Компартии Узбекистана. С 1946 по 1952 год занимал должность заместителя директора Института ботаники и зоологии Академии наук Узбекской ССР, а с 1952 по 1981 год занимал должность директора Института зоологии и паразитологии Академии наук Узбекской ССР.
В разгар Великой Отечественной войны, в начале 1943 года, Наркомзем Узбекской ССР поручил САГУ провести комплексное обследование пастбищ Юго-Восточных Кызылкумов. Была сформирована "Южнокызылкумская комплексная экспедиция". Общее руководство осуществлялось Е. П. Коровиным (ботаника) и Т. 3. Захидовым (зоология). В распоряжении Т. 3. Захидова было девять помощников. Полевые работы на юге Кызылкумов шли без перерыва 9 месяцев, с 15 марта по 10 декабря. Как пишут современные авторы: "Оставшиеся в тылу ученые, Т. Н. Кары-Ниязов, В. И. Романовский, Т. З. Захидов <...> трудились над проблемами, результаты которых надлежало быстро и в полном объеме использовать для нужд фронта и тыла". Материалы экспедиции были впервые опубликованы в 1945 г. в виде тезисов и спустя десять лет (после дополнительной обработки) изданы в виде сводной работы "Южные Кызыл-Кумы — область развития каракулеводства". 
Основные научные работы посвящены изучению фауны позвоночных пустынь Узбекской ССР, в частности Каракумов. Результаты его работ были использованы для зоогеографического районирования пустынь Узбекской ССР.
Скончался 21 августа 1981 года в Ташкенте.

## Членство в обществах
- 1952-56 — Президент АН Узбекской ССР.
- 1952-81 — Член АН Узбекской ССР.
- 1961-81 — Член Академии зоологии (Агра, Индия)

## Награды
- орден Ленина (?)
- орден Октябрьской Революции (?)
- 3 ордена Трудового Красного Знамени (23.01.1946[6], 16.01.1950[7], ...)
- орден «Знак Почёта» (?)
- Заслуженный деятель науки и техники Узбекской ССР (1950)[8]
- Государственная премия Узбекской ССР имени А. Бируни (1970)[9]